# Rheinhausen
Rheinhausen è un comune tedesco di 4 265 abitanti, situato nel land del Baden-Württemberg, a ridosso del confine con la Francia.